# Castello di Agazzano
Das Castello di Agazzano ist eine mittelalterliche Niederungsburg in der Nähe des Zentrums der Gemeinde Agazzano in der italienischen Region Emilia-Romagna. Es liegt nicht weit vom Hauptplatz entfernt, zu dessen Verteidigung es gedacht war im Herzen des Val Luretta, in der Nähe des Bachlaufs des gleichnamigen Torrente Luretta. Die Burg steht an einer ebenen Stelle, wo die letzten Hügel des Ligurischen Apennins in die Poebene übergehen.
Der Komplex, der Teil des Verbands der Burgen des Herzogtums Parma, Piacenza und Pontremoli (italienisch Associazione dei Castelli del Ducato di Parma, Piacenza e Pontremoli) ist, besteht aus zwei Gebäuden, die sich vollkommen in Geschichte, Nutzung und Aussehen unterscheiden: Die Renaissanceburg und der Palast aus dem 18. Jahrhundert.

## Geschichte

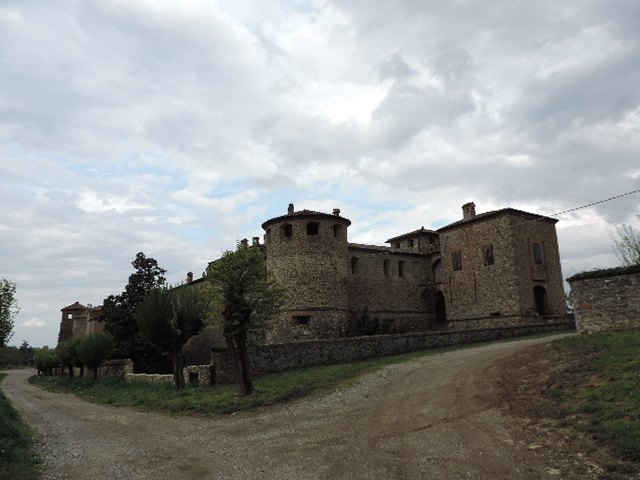
Panoramabild des Castello di Agazzano

Der befestigte Komplex geht auf das 13. Jahrhundert zurück, als Giovanni Scotti ihn errichten ließ und Agazzano zum Zentrum der Familienbesitzungen machte.
Ab dem 14. Jahrhundert wuchs die Macht der Familie Scotti, die ihr Vermögen durch Handel mittels einer Firma namens Societas Scotorum erworben hatte; von Genua aus erreichte sie die wichtigsten Stellen Europas, sowie des nahen und mittleren Ostens. Der Machtzuwachs der Familie ermöglichte eine parallele Bedeutungszunahme ihres Zentrums Agazzano, der kleinen Hauptstadt des Lehens, die dennoch wegen ihrer abgelegenen Lage nicht zu einem wichtigen politischen Zentrum wurde. Anfang des Jahrhunderts ließ Alberto Scotti, der Sohn von Giovanni, der auch Herr von Piacenza und für eine kurze Zeit auch Herr von Mailand werden konnte, die Bauarbeiten abschließen.
Im September 1412 wurde die Burg zusammen mit verschiedenen anderen Besitzungen der Familie Scotti, wie dem Castello di Sarmato und das Lehen Castel San Giovanni, den Brüdern Alberto, Pietro und Giovanni Scotti vom Herzog von Mailand, Filippo Maria Visconti, konfisziert und an Bartolomeo und Filippo Arcelli verlehnt, die die Scottis als Teilnehmer einer Rebellion gegen die Viscontis beschuldigt hatten. Die Arcellis waren nämlich stark mit den Scottis verfeindet, da diese viele Besitzungen im benachbarten Val Tidone hatten.
Drei Jahre später konnten die Gebrüder Scotti ihre die Haltlosigkeit der Anschuldigungen der Arcellis beweisen und erhielten ihre Lehen zurück. Darin war aber nicht das Castelli di Agazzano enthalten, das inzwischen zu den Besitzungen der Familie Figliagaddi gehörte, sodass es von Graf Alberto Scotti im Juli 1431 zurückgekauft wurde.
Der eigentliche Neubau des Komplexes stammt von 1475, als die Familie Scotti, nachdem ein Brand die mittelalterliche Burg schwer beschädigt hatte, den Bau eines Komplexes zu Verteidigungszwecken beginnen ließ, der aus zwei benachbarten Gebäuden bestand: Die große und die kleine Burg. Die Arbeiten verliehen dem Komplex ein Aussehen im reinen Renaissancestil, bei dem man auf die Gebote der Ästhetik achtete und so den typisch militärischen Charakter verfeinerte. In dieser Zeit vereinigte sich die Familie Scotti mit der Familie Gonzaga durch die Heirat des Grafen von Vigoleno, Giovanni Maria Scotti mit Luigia Gonzaga di Novellara, was durch die Symbole beider Familien im Inneren des Komplexes bezeugt ist.
1529 wurde die Burg von Pier Maria Scotti, genannt „Il Buso“, erobert, der auf den Einsatz einiger Artilleriegeschütze zurückgreifen musste, um die Festung zu erobern, die dem Grafen Giuseppe Scotti gehörte. Nach der Eroberung plünderte Pier Maria Scotti die Gegend und raubte etliche Materialien. Aber Scotti wurde wenig später von Astorre Visconti, der aus Mailand vertrieben worden war, ermordet; dieser war mit ihm einen Bund eingegangen, den – wie er meinte – Pier Maria Scotti bei der Aufteilung der Beute der Plünderung gebrochen hatte. Nach dem Mord warf Visconti die Leiche in den Burggraben, aber sie wurde nicht wiedergefunden.
Die Burg wechselte mehrere Male den Besitzer zwischen den Scottis und den Anguissolas, bis es der Familie Scotti, die 1606 aus dem Herzogtum Parma und Piacenza verbannt worden war, durch Vermittlung der Königin Anna von Frankreich gelang, die Gnade zu erlangen, die Burg zurückzubekommen. 1652 gelang es Gaspare Scotti, auch den Titel eines Grafen von Agazzano zurückzuerhalten.
Im Laufe des 18. Jahrhunderts wurde auf den Ruinen der großen Burg, die neben der kleinen Burg lagen, ein Landhaus errichtet, das nur Wohnzwecken diente. Der Komplex verblieb in Besitz der Scottis, bis er 1741, nach dem Tod des letzten Erben Ranuccio, an die Familie der erstgeborenen Tochter, Margherita, fiel, die sie als Mitgift ihrem Gatten, Graf Girolamo Anguissola aus Podenzano, überantwortete, der sich danach dazu entschloss, seinem eigenen Familiennamen den Namen „Scotti“ anzufügen.
Der Komplex blieb bis ins 20. Jahrhundert in Händen der Familie Anguissola-Scotti, als er nach der Heirat der letzten Erbin, Luisa Anguissola-Scotti, mit General Ferrante Vincenzo Gonzaga, einem Mitglied des Zweiges aus Vescovato der Familie Gonzaga, mit dem die Scottis von Agazzano im Übrigen seit dem 15. Jahrhundert verwandt waren, an den Sohn Corrado fiel.

## Beschreibung

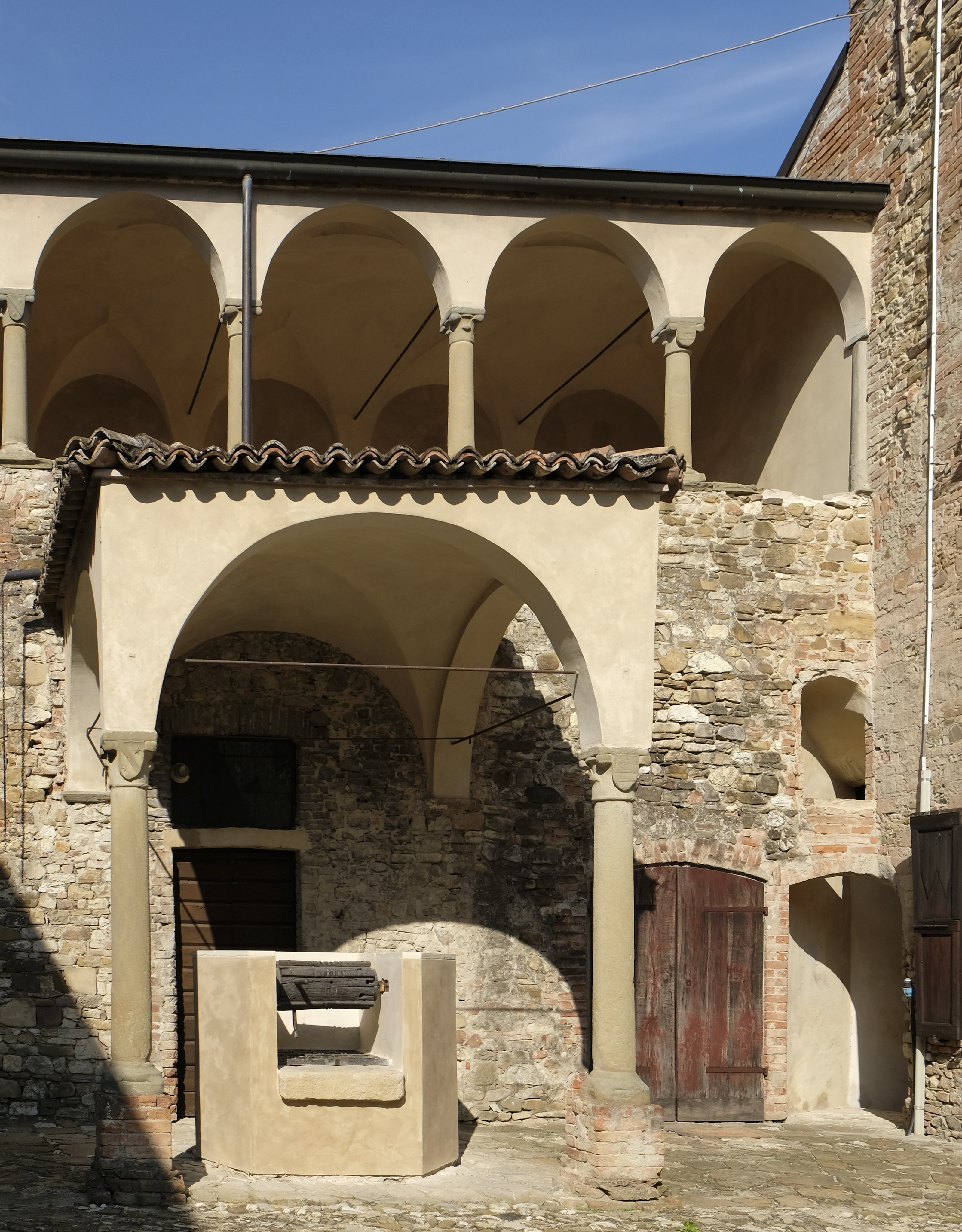
Brunnen und Loggia im Hof der kleinen Burg

### Kleine Burg

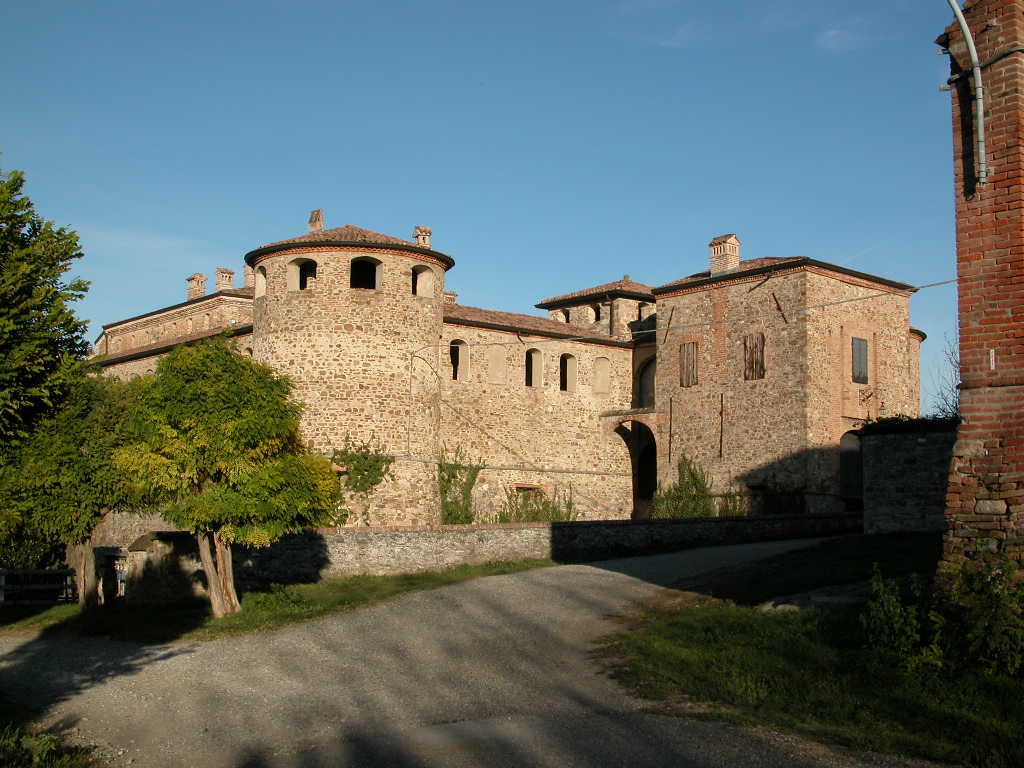
Einer der Türme und das Eingangsravelin zur kleinen Burg

Das Aussehen der kleinen Burg stammt von 1475, dem Jahr, in dem sie nach einem schweren Brandschaden neu gebaut wurde. Es gibt Elemente der Militär- und Verteidigungsarchitektur aus dem Mittelalter, aber auch Elemente einer Wohnarchitektur der Renaissance. Das ursprünglich von einem Burggraben umgebene Gebäude ist seit den Veränderungen im 17. Jahrhundert stattdessen von einem Garten umgeben. Die Anlage hat einen rechteckigen Grundriss und wird durch angeschrägte Mauern begrenzt, die mit quer verlaufenden Geschosstrennungssimsen verziert sind. Von den vier runden Ecktürmen, die sie ursprünglich hatte, gibt es nur noch zwei an der Eingangsfassade.
Den Zugang zur kleinen Burg vermittelt ein Ravelin, das mit einer Zugbrücke ausgestattet war, von der heute nur noch die Ausschnitte sichtbar sind. Später wurde sie durch einen gemauerten Eingang ersetzt. Einen zweiten Ravelin gab es an der gegenüberliegenden Fassade zur großen Burg hin, die im Laufe des 18. Jahrhunderts durch die Villa ersetzt wurde. Der Innenhof, der mit einem sechseckigen Brunnen ausgestattet ist, hat auf drei Seiten im Hochparterre eine Loggia mit Kreuzgewölbe, in die man vom Eingang aus über eine zweizügige Treppe gelangt. Auf der vierten Seite des Innenhofes, die gegen Ende der Renaissance gestaltet wurde, sind die Quartiere der Garnison und Salons mit offenen Kaminen, sowie Küchen, in sehr gutem Erhaltungszustand untergebracht. Eine Treppe im Hof führt zu einem Gang, der der Sage nach die kleine Burg mit dem Castello di Lisignano am anderen Ufer der Luretta, auf dem Gemeindegebiet von Gazzola, führt.

### Landhaus aus dem 18. Jahrhundert

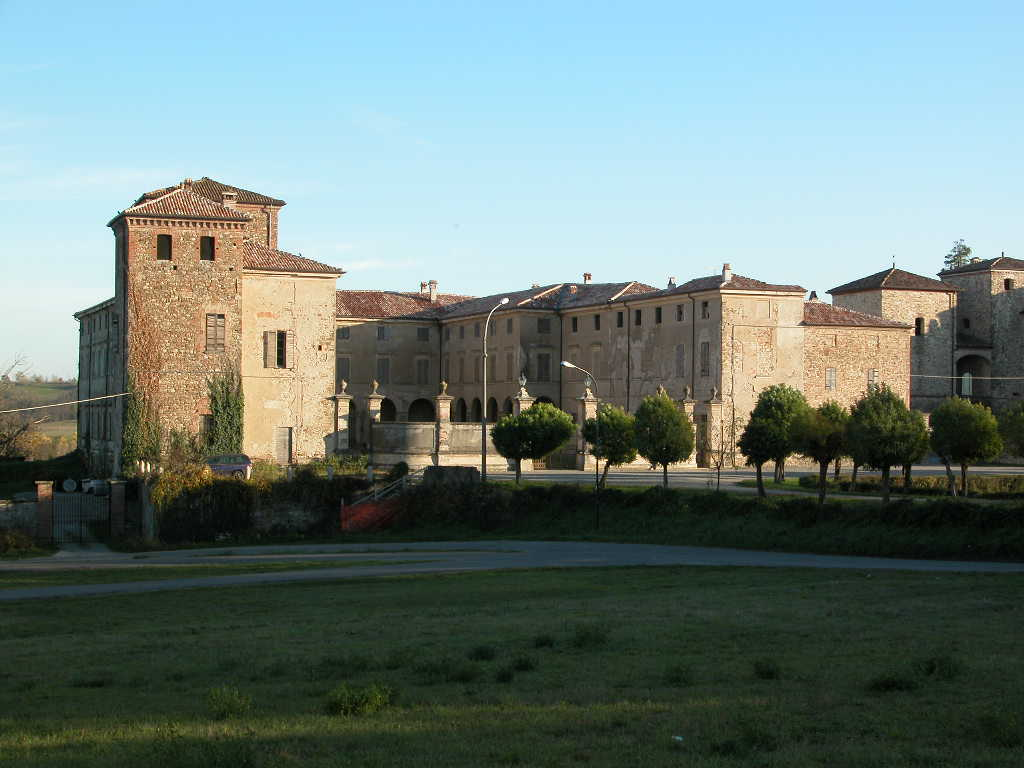
Das Landhaus

Der Zugang zum Landhaus (auch Villa Anguissola-Scotti) führt durch ein Gittertor im französischen Stil, das typisch für das 18. Jahrhundert ist; es gewährt Zugang zu einem U-förmigen Innenhof mit Vorhalle auf drei von vier Seiten; die Fassade ist im klassizistischen Stil gehalten. Innen gibt es im Erdgeschoss eine Reihe von Salons, die mit Landschaften dekoriert und mit Möbeln aus dem 18. und 19. Jahrhundert ausgestattet sind.
Im Speisesaal findet sich eine Sammlung von Keramiken unterschiedlicher Herkunft, darunter alte aus Savona, Alt-Lodi und Japan, sowie einige Porzellanteile aus Meißen und Sèvres. Im selben Saal gibt es einen Billardtisch mit einer Anzeigetafel aus dem 17. Jahrhundert.

### Garten
Die beiden Gebäude des Komplexes sind von einem Garten umgeben, ein Werk des Botanikers Luigi Villoresi aus dem 18. Jahrhundert, wie das Landhaus. Er liegt da, wo es früher einen Weinberg und den Burggraben gab, der die kleine Burg umgab. Im Garten gibt es einen parkähnlichen Teil mit verschiedenen alten Baumarten und einen anderen Teil mit Statuen einem Springbrunnen, an dem man klar den Einfluss der französischen, zeitgenössischen Architektur sieht. Von dem ursprünglich vorhandenen Weinberg ist noch ein Teil erhalten, etwa 3 Hektar groß. Er dient zur Herstellung von Weinen, die dann in den Kellern der alten, großen Burg unter dem Landhaus reifen.